# 蒙特克里斯蒂縣

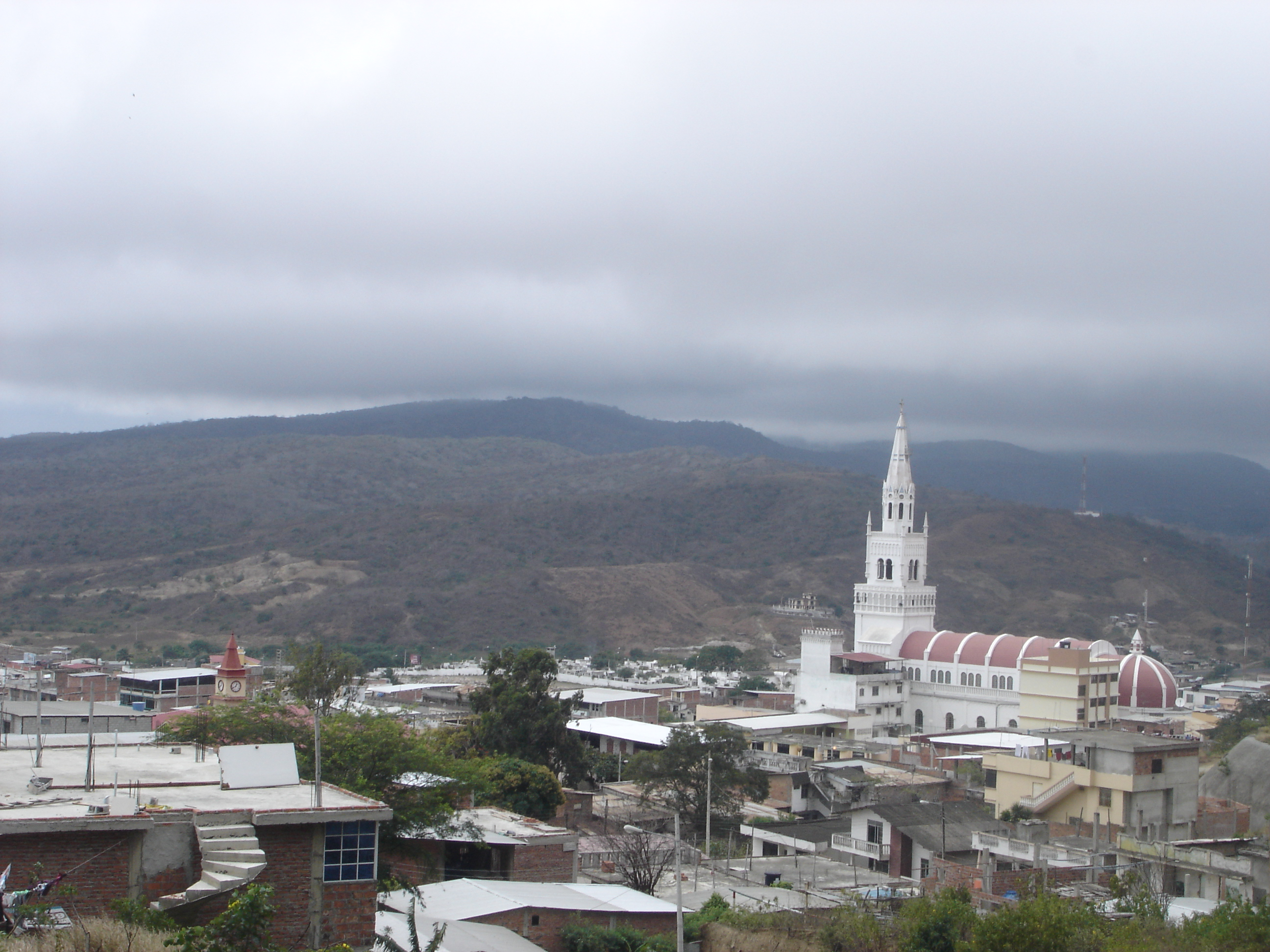
该城市的一张相片。

蒙特克里斯蒂縣（西班牙語：Cantón Montecristi），是厄瓜多爾的縣份，位於該國西部，由馬納比省負責管轄，始建於1824年6月25日，面積734平方公里，海拔高度222米，2010年人口70,294，人口密度每平方公里95.77人。
1°2′S 80°39′W / 1.033°S 80.650°W